# شيكو (لاعب كرة قدم مواليد 1998)
شيكو هو لاعب كرة قدم برازيلي، ولد في 14 سبتمبر 1998 في ريسيفي في البرازيل.